# Grande formato
     Piccolo formato
     Medio formato
     Grande formato

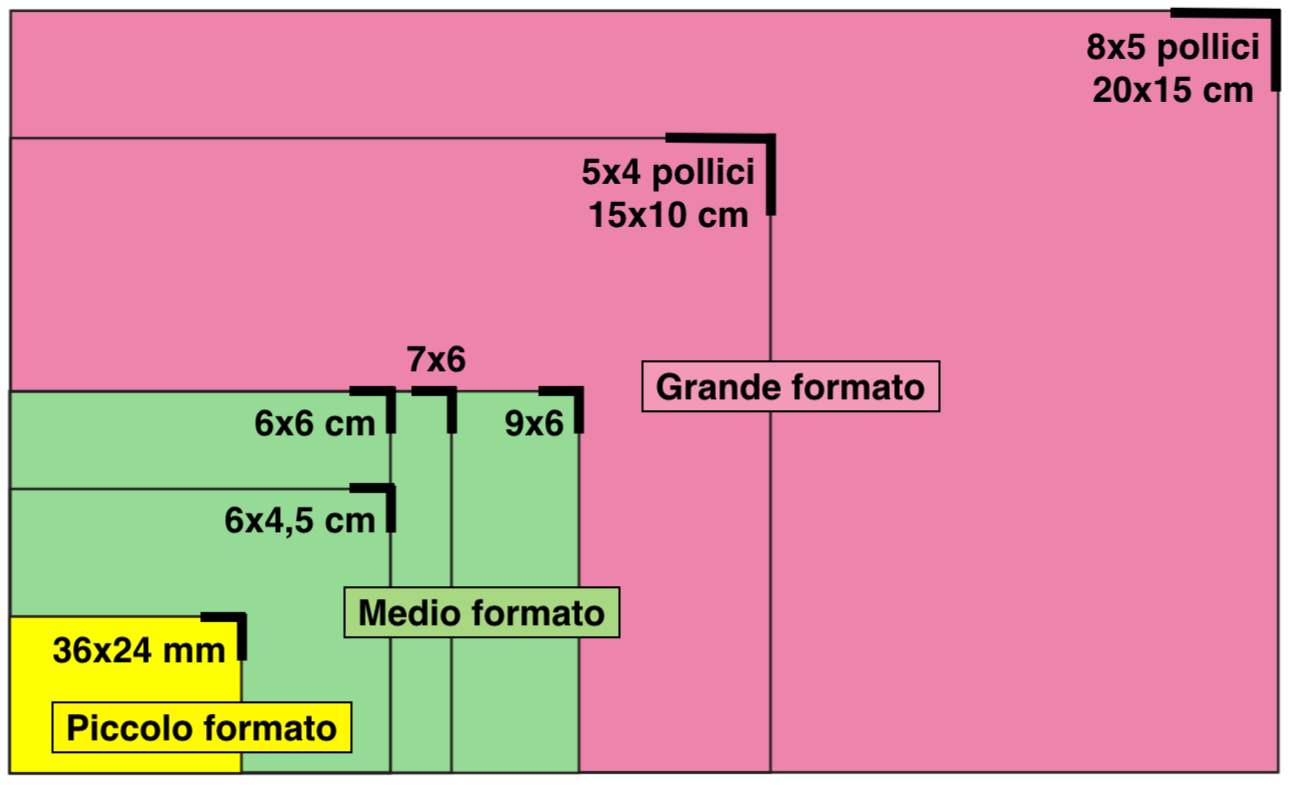
Piccolo formato
Medio formato
Grande formato

Il termine grande formato indica generalmente una tipologia di fotocamere, che usa appunto un tipo di pellicola piana o lastre fotografiche dette «di grande formato». Su questi formati di lastre o pellicole, possono coesistere vari formati di fotogramma con specifiche dimensioni, espresse in centimetri e in pollici, e relativi rapporti d'aspetto, i quali sono tutti conosciuti anche questi come «di grande formato», tipo: il 6x9 e il 6x12 (cm), il 4x5 e il 5x8 pollici e vari altri come il 13x18 cm (o 5x7") e il 8x10 pollici (o 20x25 cm). Formati superiori come il 30x40 cm (o 11x14") venivano usati solo per scopi scientifici.
Queste pellicole piane vengono utilizzate soprattutto sulle impegnative fotocamere a banco ottico, ma anche sulle macchine cosiddette "da campagna" o da reporter, tipo la Graflex, che iniziano dal formato 6x9 cm non molto usato, e più spesso col formato 9x12 cm (o 3,5x4,7") e maggiori.

## Caratteristiche
Il grande formato ha dimensioni maggiori rispetto al medio formato, e molto più grandi del piccolo formato.
Il vantaggio principale di questo formato (che non esiste in digitale) è una risoluzione più alta a parità di altezza dei pixel, o la stessa risoluzione con pixel o grani più grandi.
Un'immagine di 4 × 5 pollici ha circa 15 volte l'area, e quindi 3,76 volte la risoluzione di un fotogramma da 36 × 24 mm: decisamente un buon valore per ottenere dettagli più fini, o degli ingrandimenti maggiori in stampa.